# Riesita
La riesita és un mineral de la classe dels òxids.

## Característiques
La riesita és un òxid de fórmula química TiO₂. Va ser aprovada com a espècie vàlida per l'Associació Mineralògica Internacional l'any 2016. Cristal·litza en el sistema monoclínic. És el cinquè polimorf conegut del diòxid de titani, juntament amb l'akaogiïta, l'anatasa, la brookita i el rútil. L'exemplar que va servir per a determinar l'espècie, el que es coneix com a material tipus, es troba conservat a les col·leccions del Institut für Geowissenschaften, de la Universitat Ruprecht Karls de Heidelberg, a Alemanya, com a secció fina ZLN114c.

## Formació i jaciments
Va ser descoberta al cràter Nördlinger Ries, un gran cràter de meteorit d'uns 22 x 24 km. situat a Suàbia, a l'estat de Baviera, a Alemanya. Es tracta de l'únic indret on ha estat descrita aquesta espècie mineral.